# Zinkgroep
| Chemische groepen         |
| ------------------------- |
| Alkalimetalen (1)         |
| Aardalkalimetalen (2)     |
| Scandiumgroep (3)         |
| Titaangroep (4)           |
| Vanadiumgroep (5)         |
| Chroomgroep (6)           |
| Mangaangroep (7)          |
| Platinagroep (8, 9 en 10) |
| Kopergroep (11)           |
| Zinkgroep (12)            |
| Boorgroep (13)            |
| Koolstofgroep (14)        |
| Stikstofgroep (15)        |
| Zuurstofgroep (16)        |
| Halogenen (17)            |
| Edelgassen (18)           |
| Lanthaniden               |
| Actiniden                 |
| Portaal Scheikunde        |

Elementen uit de zinkgroep  (IUPAC-groepsnummer 12, vroeger bekend als IIb) uit het periodiek systeem zijn matig goede elektrische geleiders. In deze groep zijn de buitenste d-subschil en s-subschil geheel gevuld en de configuratie is daarom nd10(n+1)s2. De chemie van deze elementen wordt gekenmerkt door de neiging om het oxidatiegetal +2 aan te nemen. Met halogenen vormen zij zouten met de algemene formule MX2  en met elementen uit de zuurstofgroep met een samenstelling MX.
Omdat de energieafstand tussen de s-subschil en de erboven liggende p-subschil steeds meer toeneemt naarmate het element zwaarder wordt, begint de (n+1)s2-configuratie van het metaal steeds meer het karakter van een edelgasconfiguratie aan te nemen. Dit is goed te zien aan de ionisatiepotentiaal van de elementen. Het is ook duidelijk in een aantal van eigenschappen van de elementen van deze groep. Gaande van Zn → Cd → Hg worden de elementen steeds vluchtiger, edeler en krijgen zij een lager smeltpunt. Er wordt dan ook vermoed dat copernicium, dat in het periodiek systeem onder kwik staat, gasvormig is of althans bijzonder vluchtig.
De elementen in de zinkgroep zijn in het periodiek systeem hieronder gekleurd.
|             | 1 Ia        |             |                   |                   |                   |                   |                   |                   |                   |                   |                   |                   |         |        |        |        |         | 18 0   |
| 1           | 1 H         | 2 IIa       | Periodiek systeem | Periodiek systeem | Periodiek systeem | Periodiek systeem | Periodiek systeem | Periodiek systeem | Periodiek systeem | Periodiek systeem | Periodiek systeem | Periodiek systeem | 13 IIIa | 14 IVa | 15 Va  | 16 VIa | 17 VIIa | 2 He   |
| 2           | 3 Li        | 4 Be        |                   |                   |                   |                   |                   |                   |                   |                   |                   |                   | 5 B     | 6 C    | 7 N    | 8 O    | 9 F     | 10 Ne  |
| 3           | 11 Na       | 12 Mg       | 3 IIIb            | 4 IVb             | 5 Vb              | 6 VIb             | 7 VIIb            | 8 VIIIb           | 9 VIIIb           | 10 VIIIb          | 11 Ib             | 12 IIb            | 13 Al   | 14 Si  | 15 P   | 16 S   | 17 Cl   | 18 Ar  |
| 4           | 19 K        | 20 Ca       | 21 Sc             | 22 Ti             | 23 V              | 24 Cr             | 25 Mn             | 26 Fe             | 27 Co             | 28 Ni             | 29 Cu             | 30 Zn             | 31 Ga   | 32 Ge  | 33 As  | 34 Se  | 35 Br   | 36 Kr  |
| 5           | 37 Rb       | 38 Sr       | 39 Y              | 40 Zr             | 41 Nb             | 42 Mo             | 43 Tc             | 44 Ru             | 45 Rh             | 46 Pd             | 47 Ag             | 48 Cd             | 49 In   | 50 Sn  | 51 Sb  | 52 Te  | 53 I    | 54 Xe  |
| 6           | 55 Cs       | 56 Ba       | ↓                 | 72 Hf             | 73 Ta             | 74 W              | 75 Re             | 76 Os             | 77 Ir             | 78 Pt             | 79 Au             | 80 Hg             | 81 Tl   | 82 Pb  | 83 Bi  | 84 Po  | 85 At   | 86 Rn  |
| 7           | 87 Fr       | 88 Ra       | ↓↓                | 104 Rf            | 105 Db            | 106 Sg            | 107 Bh            | 108 Hs            | 109 Mt            | 110 Ds            | 111 Rg            | 112 Cn            | 113 Nh  | 114 Fl | 115 Mc | 116 Lv | 117 Ts  | 118 Og |
|             |             |             |                   |                   |                   |                   |                   |                   |                   |                   |                   |                   |         |        |        |        |         |        |
| Lanthaniden | Lanthaniden | Lanthaniden | 57 La             | 58 Ce             | 59 Pr             | 60 Nd             | 61 Pm             | 62 Sm             | 63 Eu             | 64 Gd             | 65 Tb             | 66 Dy             | 67 Ho   | 68 Er  | 69 Tm  | 70 Yb  | 71 Lu   |        |
| Actiniden   | Actiniden   | Actiniden   | 89 Ac             | 90 Th             | 91 Pa             | 92 U              | 93 Np             | 94 Pu             | 95 Am             | 96 Cm             | 97 Bk             | 98 Cf             | 99 Es   | 100 Fm | 101 Md | 102 No | 103 Lr  |        |